# 기원전 67년

## 연호
- 전한(前漢) 지절(地節) 3년

## 기년
- 전한(前漢) 선제(宣帝) 7년